# Möbelmuseum Wien

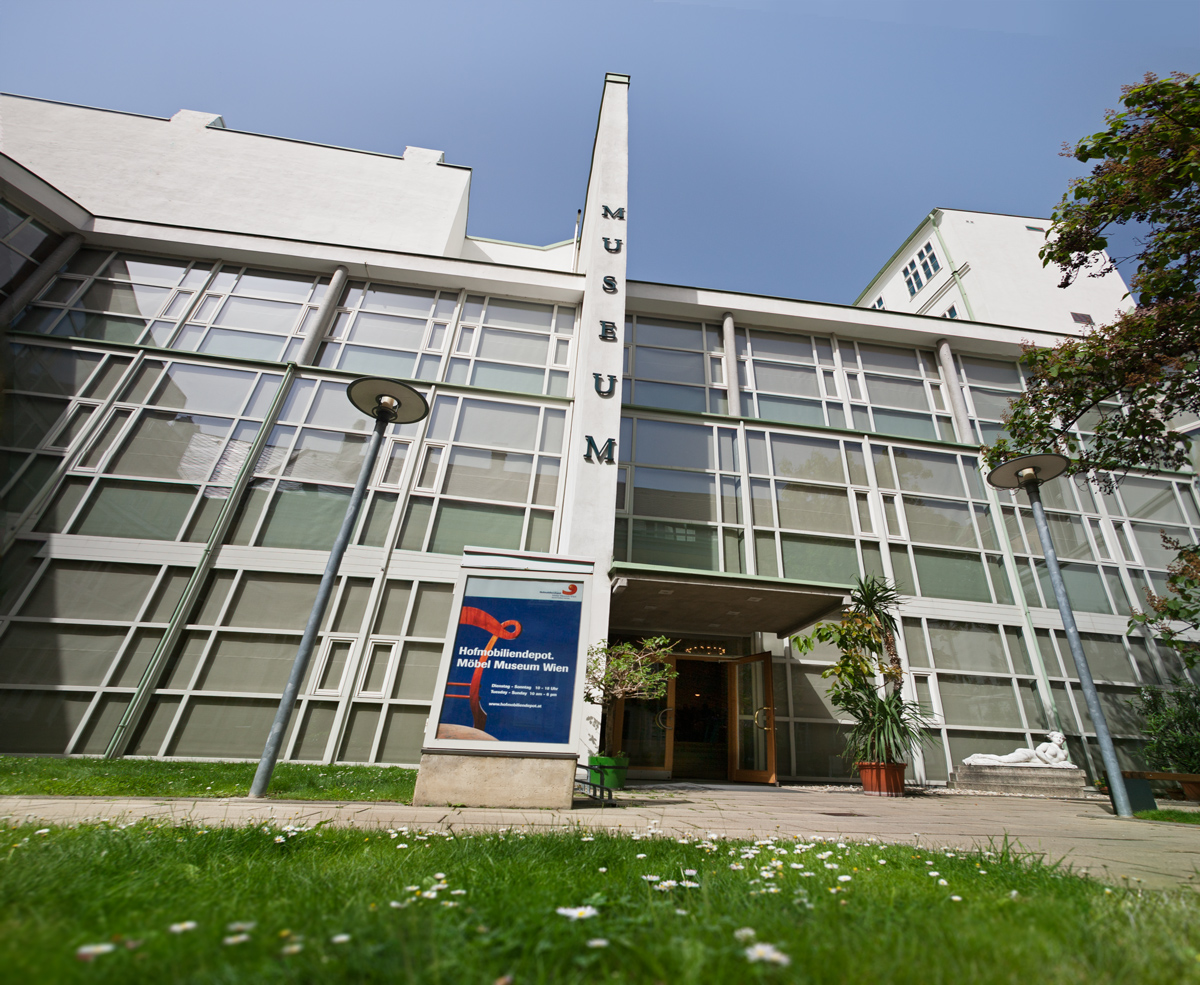
Haupteingang im Innenhof des Museums

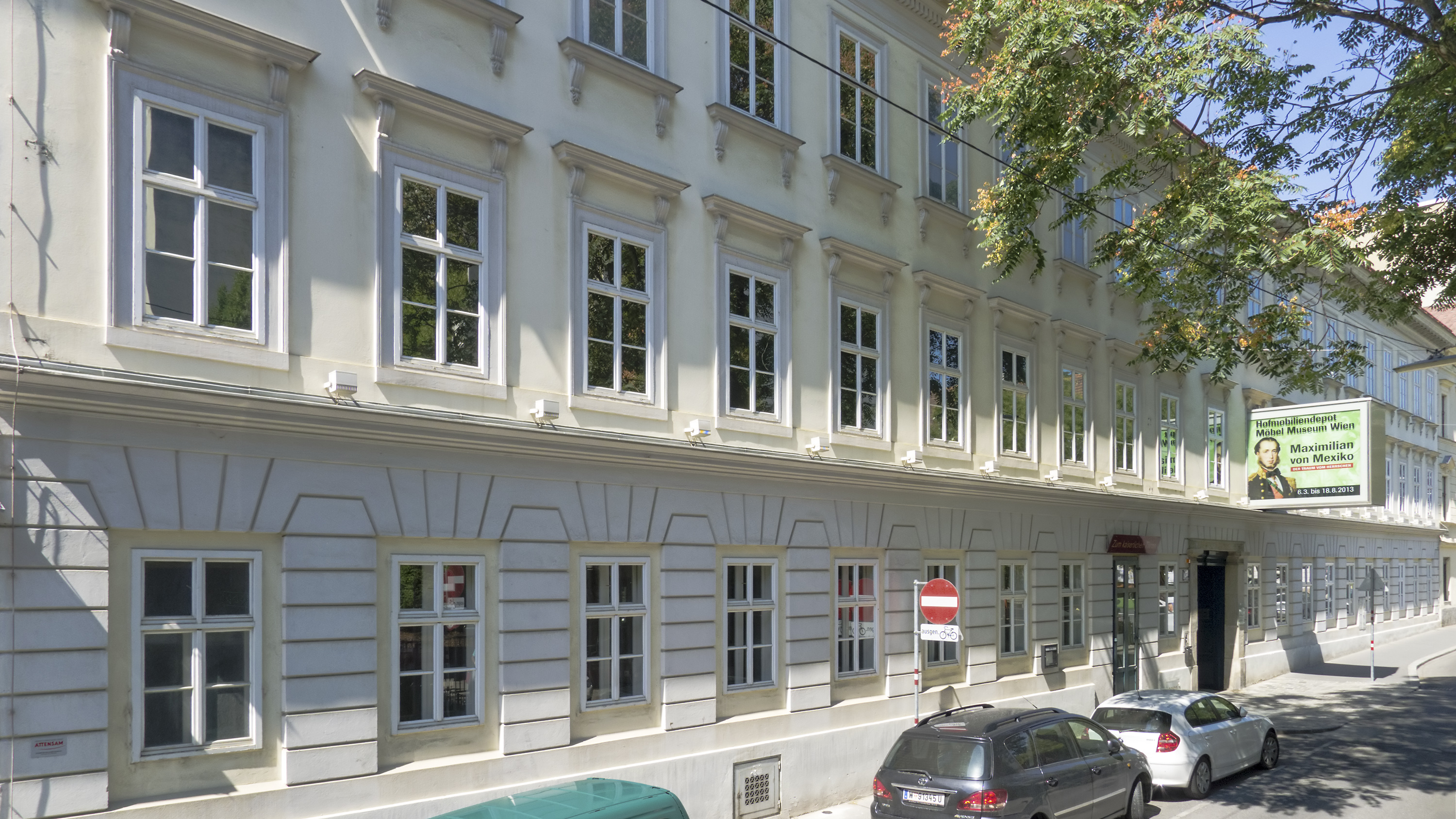
Das Museum in der Andreasgasse 7

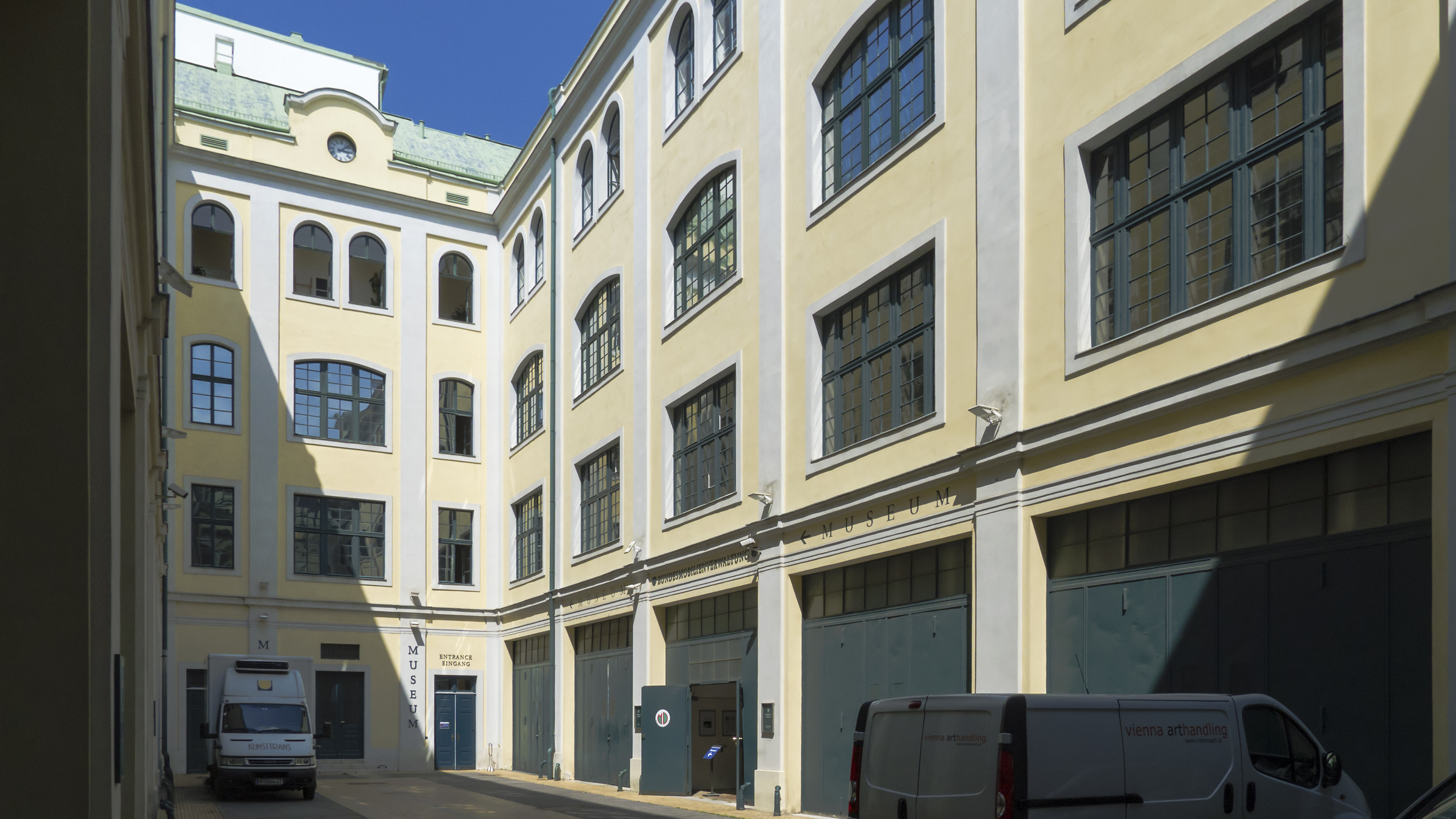
Innenhof der Bundesmobilien-Verwaltung

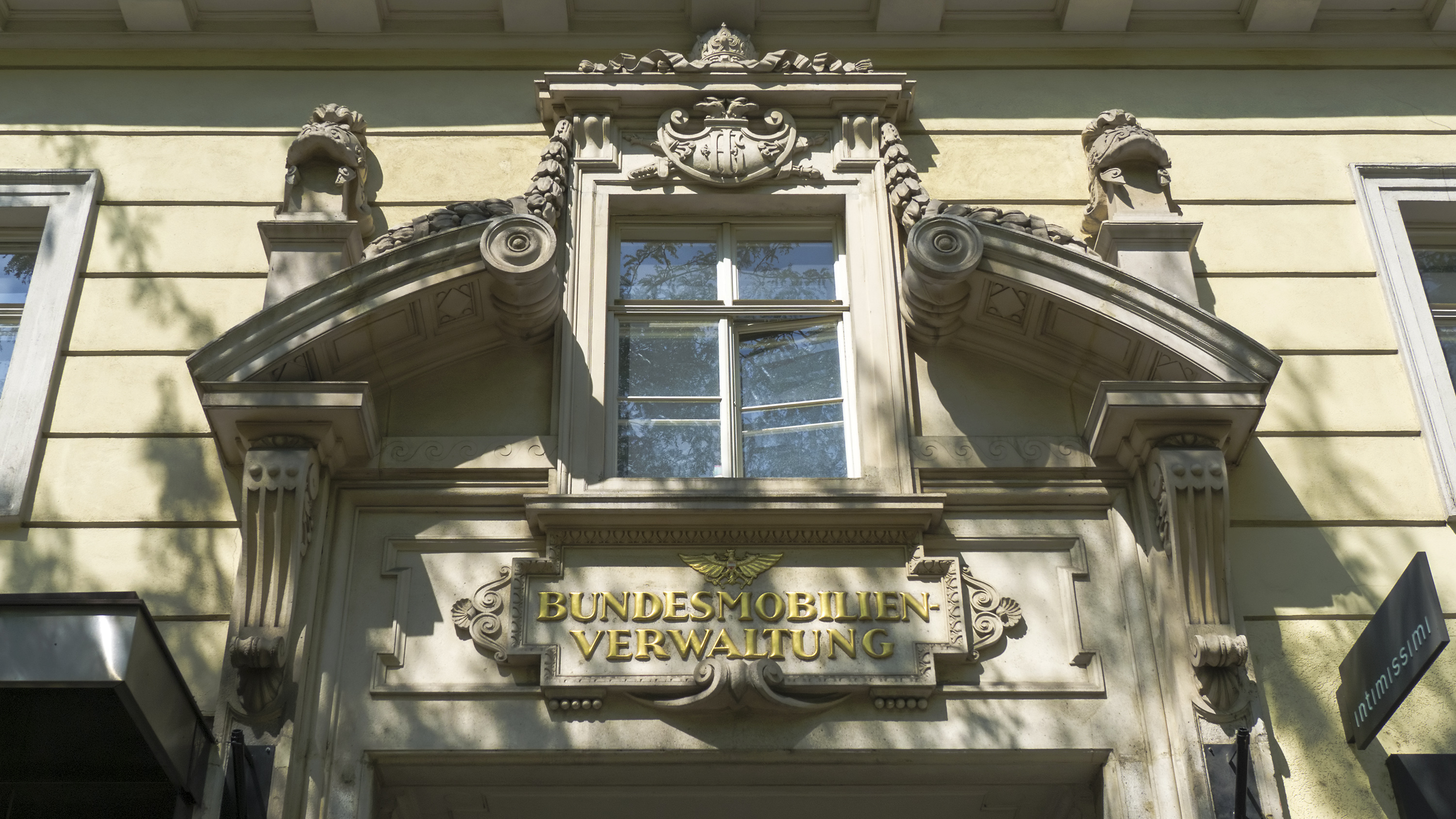
Eingang, Mariahilfer Straße 88

Das Möbelmuseum Wien (vormals: Hofmobiliendepot) ist eines der weltweit größten Museen für Wohnkultur. Im Museum sind heute hauptsächlich Möbel der habsburgischen Monarchen zu sehen. Darüber hinaus bietet das Museum einen Überblick über die Geschichte der Wiener Möbelkunst und Innenausstattung, von den kaiserlichen Hoflieferanten bis hin zu den berühmten Künstlern des beginnenden 20. Jahrhunderts Adolf Loos, Josef Hoffmann und Otto Wagner, die die (Wohn-)Architektur Wiens geprägt haben.
Das Haupthaus befindet sich in der Andreasgasse 7 im 7. Wiener Gemeindebezirk Neubau. Organisatorisch ist das Möbelmuseum Wien ein Teil der Schloss Schönbrunn Kultur- und Betriebsges.m.b.H.

## Geschichte
1747 wurde der erste Hofmobilieninspektor mit der Inventarisierung, der Pflege und dem Transport des höfischen Möbelbestandes von Kaiserin Maria Theresia betraut. Ab 1809 erhielt dieser Hofdienst die Bezeichnung Hofmobiliendirektion und war auch für den Neuankauf des kaiserlichen Mobiliars zuständig. 1901 wurde das heutige Gebäude des k. k. Hofmobiliendepots auf der Mariahilfer Straße 88 als zentrales Lager für das gerade nicht in Gebrauch befindliche Mobiliar mit angeschlossenen Werkstätten und Wagenremisen gebaut. Da die Habsburger ihre Residenzen und Schlösser entsprechend dem Stil der Zeit und ihren eigenen ästhetischen Vorlieben ausstatteten, gelangten so 160.000 Objekte in die Ausstellung. Was nicht mehr gebraucht wurde, wanderte einfach ins Depot.
Nach dem Ende der Donaumonarchie 1919 ging der gesamte kaiserliche Möbelbestand in den Besitz der Republik Österreich über. Ein Teil davon wurde und wird für Repräsentationszwecke, etwa für die offiziellen Räumlichkeiten des Bundespräsidenten, verwendet.
Im Jahr 1991 wurden die Architekten Alessandro Alverá und Karl Stransky mit der grundlegenden räumlichen Neugestaltung des Gebäudekomplexes beauftragt.

## Sammlung
Zu sehen sind heute eine Vielzahl an Originalmöbeln der Habsburger, vom Leibstuhl bis zum Kaiserthron. Auch heute kurios anmutende Exponate wie die vor einhundert Jahren obligatorischen Spucknäpfe sind zu sehen.
Auch österreichische Möbeldesigner und Architekten des 20. Jahrhunderts sind vertreten.

### Ausstellungen
Anlässlich des 300. Geburtstags von Maria Theresia war im Hofmobiliendepot die Ausstellung 300 Jahre Maria Theresia: Strategin – Mutter – Reformerin. Familie und Vermächtnis zu sehen (15. März – 29. November 2017).

### Aktuelle Verwendung der Sammlung
Alle Bundesminister der Republik Österreich können, um ihre Kanzlei auszustatten, für die Dauer ihrer Amtszeit Möbel aus dem Depot beziehen. Auch in Botschaften wird Mobiliar aus diesem Depot bezogen, ebenso nutzen Filmgesellschaften Originalmöbel für Aufnahmen.